# Інвуд (Мангеттен)
Інвуд (англ. Dyckman Street) — нейборгуд у боро Нью-Йорка Мангеттен, на північному краю острова Мангеттен, штат Нью-Йорк, США. Обмежений річкою Гудзон на заході, Спуйтен-Дуйвіль-Крік і Марбл-Хілл на півночі, річкою Гарлем на сході та Вашингтон-Гайтс на півдні.
Інвуд є частиною Мангеттенського громадського округу 12, і його основний поштовий індекс 10034. Обслуговується 34-м Департаментом поліції Нью-Йорка та автомобільною компанією 95/Лідер кампані 36 Пожежний департамент Нью-Йорка. Політично це частина 10-го округу міської ради Нью-Йорка.

## Історія
24 травня 1626 року, згідно з легендою, Петер Мінуїт, генеральний директор голландської колонії Нові Нідерланди, купив острів у корінного народу ленапе за 60 нідерландських гульденів і, за легендою, деякі дрібнички. На південній частині острова мінуити заснували Новий Амстердам. Меморіальна дошка (на скелі), що позначає те, що вважається місцем продажу, знаходиться в парку Інвуд-Гілл, єдиному природному лісі, що залишився на Мангеттені.
Під час британської окупації Мангеттена під час Війни за незалежність США між 201-ю та 204-ю вулицями вздовж Пейсон-авеню знаходився табір із понад шістдесяти хатинами, зайнятими військами Гессе. Табір був виявлений у 1914 році місцевим археологом та істориком Реджинальдом Болтоном після серії розкопок по околицях.